# Place de l'Église-de-Lalande
Pour les articles homonymes, voir Place de l'Église.
La place de l'Église-de-Lalande (en occitan : plaça de la Gleisa de Lalanda) est une voie de Toulouse, chef-lieu de la région Occitanie, dans le Midi de la France.

## Situation et accès

### Description
La place de l'Église-de-Lalande est une voie publique. Elle se situe au cœur du quartier de Lalande.
Elle forme un quadrilatère de 3 700 m2 environ, au sud du chemin de l'Église-de-Lalande. Elle est limitée, à l'est par le mur de clôture du cimetière de Lalande, l'église Sainte-Marie-Madeleine et le presbytère, au sud par les bâtiments de la paroisse, et à l'ouest par les voies ferrées de la ligne de Bordeaux à Toulouse. Un escalier permet d'ailleurs d'accéder au quai de la gare de Lalande-Église, tandis qu'un tunnel permet de rejoindre l'impasse des États-Unis.
La chaussée compte une seule voie de circulation automobile à double-sens. Elle appartient à une zone 30 et la vitesse y est limitée à 30 km/h. Il n'existe pas d'aménagement cyclable.

### Voies rencontrées
La place de l'Église-de-Lalande rencontre les voies suivantes, dans l'ordre des numéros croissants :
1. Chemin de l'Église-de-Lalande
2. Impasse des États-Unis - accès piéton

### Transports

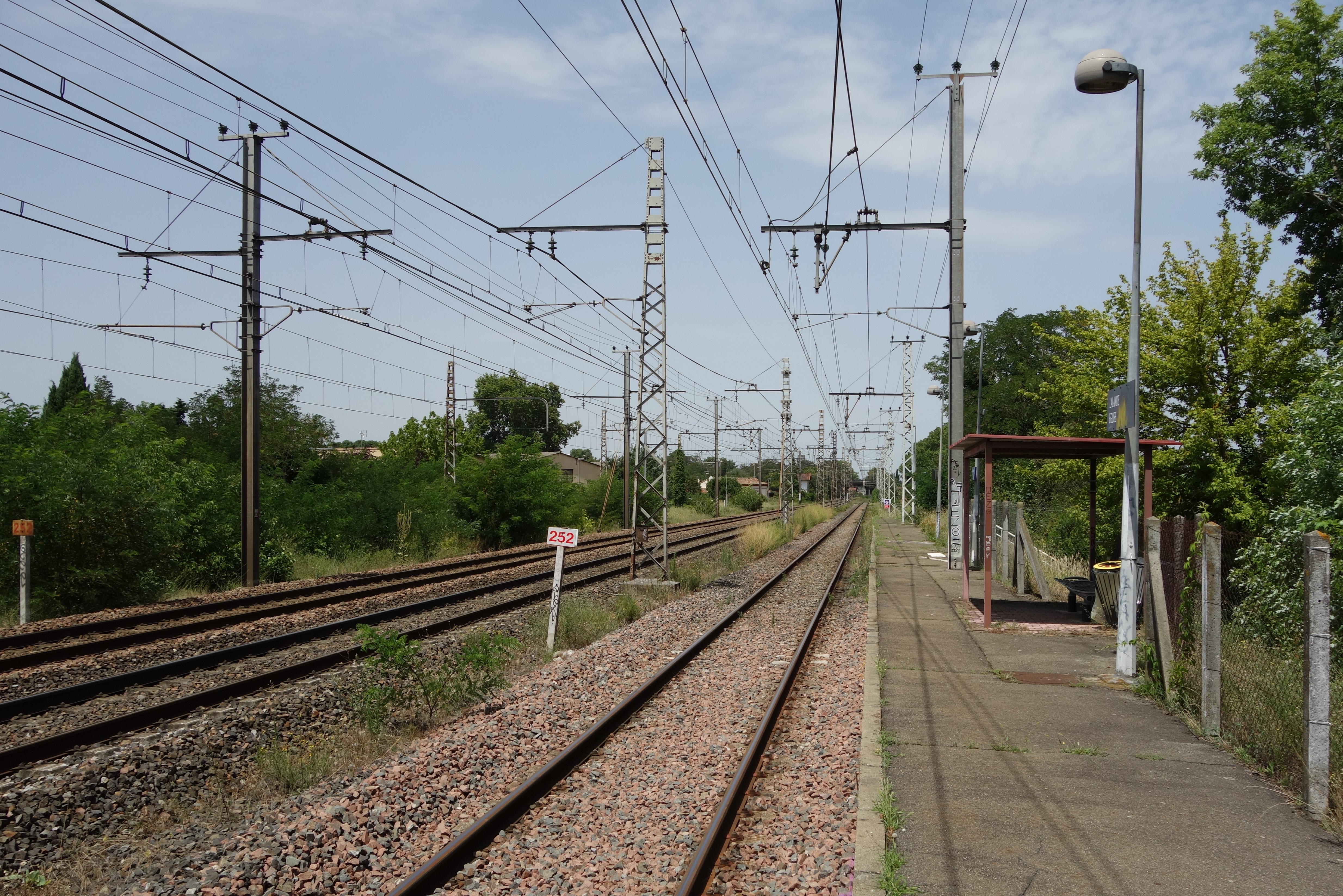
L'ancienne gare de Lalande-Église en 2023.

La place de l'Église-de-Lalande n'est pas directement desservie par les transports en commun Tisséo. Elle est cependant proche, par le chemin de l'Église-de-Lalande, de l'avenue de Fronton, parcourue par les lignes de bus 296069.
La place donne également accès à la gare de Lalande-Église, halte sur la ligne ferroviaire de Bordeaux à Sète, mais qui n'est plus desservie depuis 2016. Des projets de réouverture existent cependant, dans le cadre de l'aménagement d'un RER nord toulousain.
Les stations de vélos en libre-service VélôToulouse les plus proches sont les stations no 259 (place Paul-Riché), no 311 (face 67 impasse de la Glacière) et no 314 (esplanade Claude-Cornac).

## Odonymie
C'est le 15 décembre 2005 seulement que la place a pris son nom actuel, car il n'existait pas de dénomination officielle jusqu'à cette date. Elle le doit naturellement à la présence de l'église Sainte-Marie-Madeleine, église de la paroisse de Lalande.

## Patrimoine et lieux d'intérêt

### Cimetière de Lalande

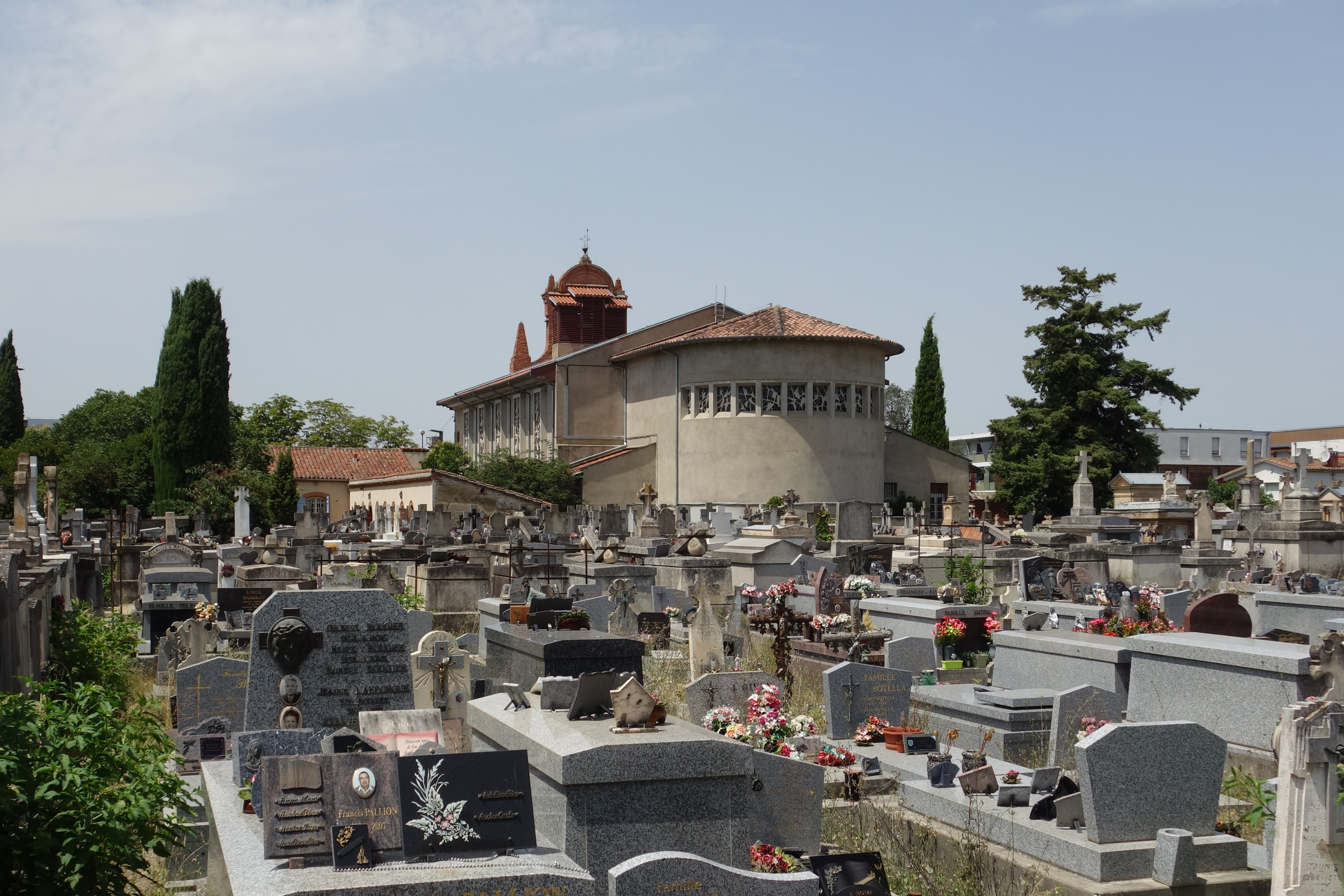
no 1 : le cimetière et l'église de Lalande.

Le cimetière de Lalande est aménagé à la fin du XVIIIe siècle, à la suite de la construction de l'église Sainte-Marie-Madeleine. Il est agrandi une première fois en 1906, puis une seconde fois en 2000, et occupe désormais une superficie de 16 600 m2 environ. En 2020, il affiche un taux d'occupation de 80 %. Il est, depuis 2017, géré par Toulouse Métropole.
Le cimetière est accessible par plusieurs entrées, chemin de l'Église-de-Lalande (actuel no 4) et place de l'Église-de-Lalande (actuel no 1). Il est séparé de la rue par un mur de clôture bâti en assises alternées de briques et de galets.

### Église Sainte-Marie-Madeleine

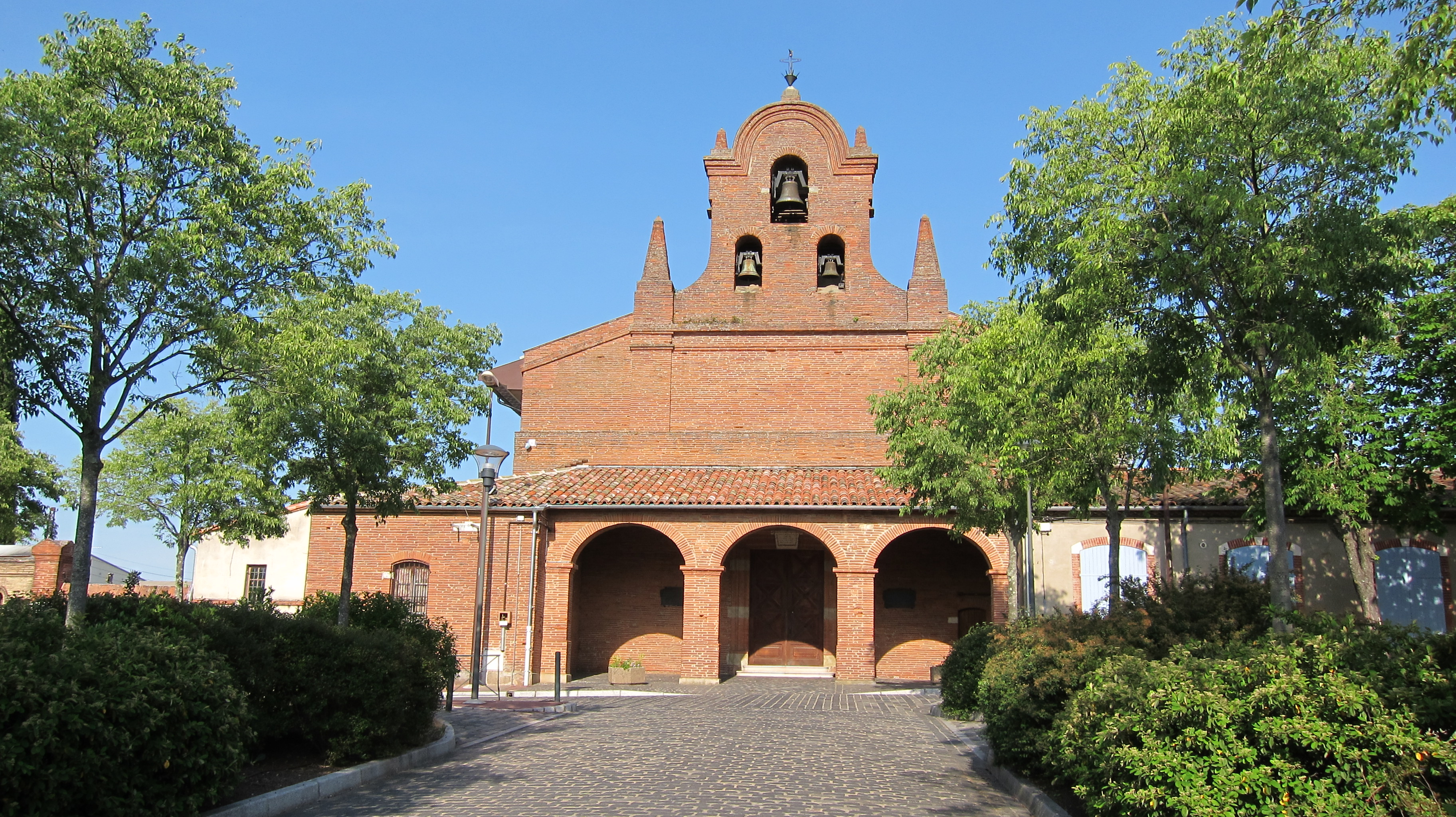
no 2 : la façade principale de l'église Sainte-Marie-Madeleine.

En 1772, l'archevêque de Toulouse, Étienne-Charles de Loménie de Brienne, décide la construction d'une église paroissiale pour le terroir de Lalande, dépendant jusque là de la paroisse de Saint-Sernin – en contrepartie, les paroissiens doivent se rendre en procession, tous les 29 novembre, pour rendre hommage à Saint-Sernin. Les travaux en sont confiés, probablement, à l'architecte Philippe Hardy. Elle est finalement inaugurée et bénie le 27 septembre 1775, et placée sous l'invocation de Marie Madeleine. En 1961, l'église est ravagée par un incendie. Si la façade occidentale est préservée, elle est largement reconstruite par les architectes de la ville, Henri Brunerie et Fournié. Le 15 octobre 1966, elle est rendue au culte lors d'une cérémonie célébrée par Jean Guyot, cardinal-archevêque.
L'édifice possède une ossature en béton. Elle possède une seule nef, longue de 38 mètres et large de 18 mètres. Les travées sont rythmées par les hautes fenêtres, dont les vitraux ont été réalisés en 1964 par le maître-verrier Henri Guérin.
L'orgue est construit en 2006 par Georges Bancells. Il remplace un orgue réalisé en 1933 par Maurice Puget, démonté en 1966 lors de la reconstruction de l'église. L'instrument compte treize registres répartis sur deux claviers et un pédalier.
| Clavier I ou II    |       |
| Piffaro            | 8′    |
| Coppel             | 8′    |
| Octava I-III       | 4′    |
| Flaut travers I-II |       |
| Nazard             | 2′2/3 |
| Superoctava I-II   | 2′    |
| Flageolett         | 1′    |
| Mixtur III-IV      |       |
| Sesquialter II     |       |
| Fagott             | 8′    |

| Pédalier |     |
| Subba    | 16′ |
| Octavba  | 8′  |
| Fagottba | 16′ |

| Pédales de combinaison |
| I / Péd.               |
| II / Péd.              |
| II 4′ / Péd.           |
| Trémulant              |
| Rossignol              |

### Œuvres publiques

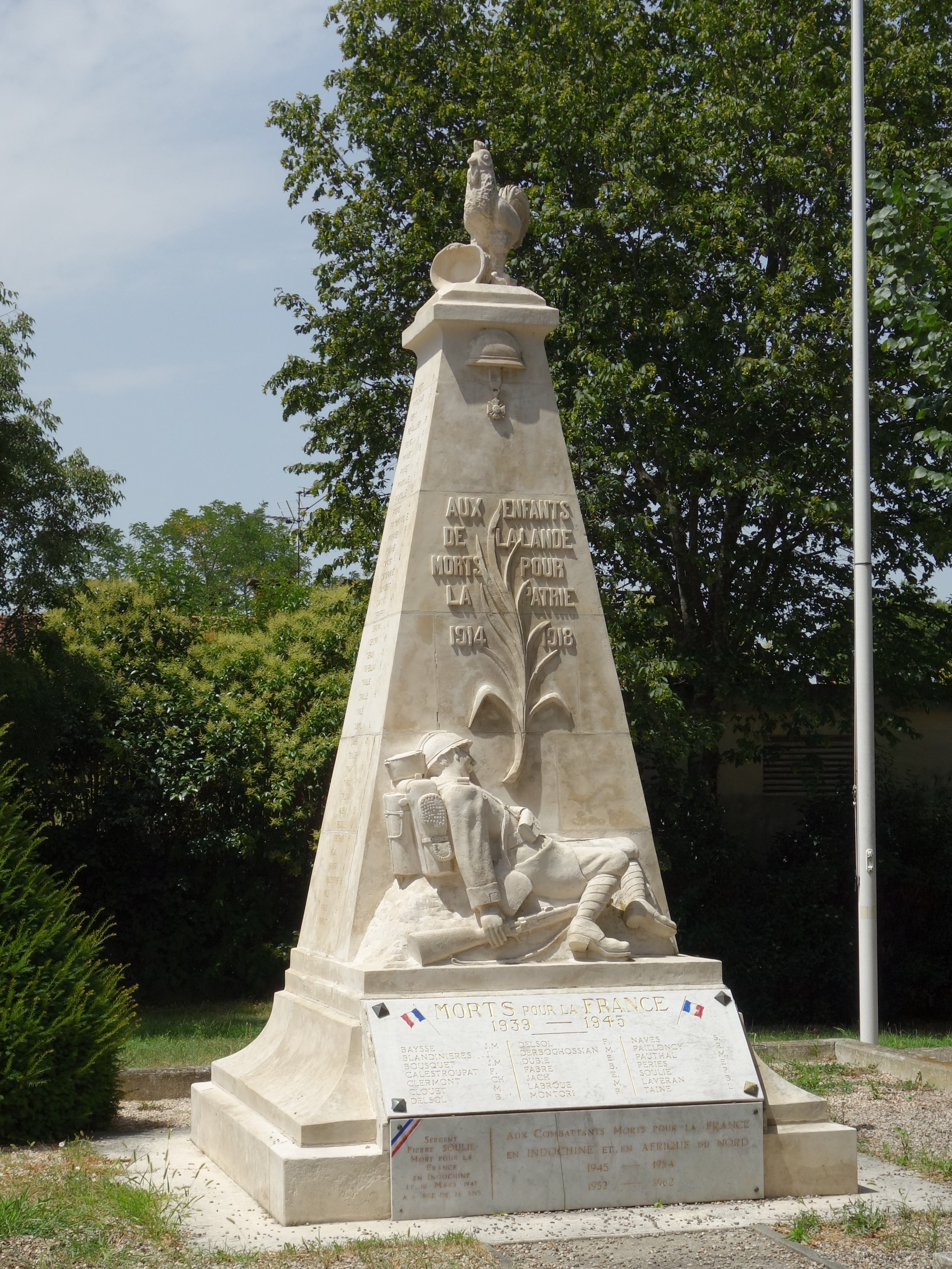
Le monument aux morts de Lalande.

- croix monumentale. 
La croix, probablement une croix de mission, date de la deuxième moitié du XIXe siècle. En fer forgé, elle est ornée d'une couronne d'épines et de clous. Elle est fixée sur un piédestal en brique[6].

- monument aux morts du quartier de Lalande.
Le monument aux morts est construit grâce à la mobilisation d'un comité regroupant les quartiers de Lalande, Ginestous, des Trois-Cocus et de la Salade, tous rattachés à la paroisse de Lalande. Il est financé par les habitants de ces quartiers, aidés par une subvention de la mairie, mais aussi grâce aux recettes d'un match de rugby opposant les équipes de Toulouse-Lalande Olympique à une sélection de militaires. La réalisation est attribuée au sculpteur Pineau ou à Jean Jonquières. Le monument est inauguré le 10 avril 1921 en présence de délégations des anciens combattants, des enfants des écoles et des familles, mais aussi de nombreuses personnalités : le maire, Paul Feuga, ainsi que des élus municipaux, le sénateur Fabien Duchein, les députés Charles Bellet, Joseph Gheusi et Hippolyte Ducos, et le commandant Salte.
Le monument, en pierre, se compose d'un piédestal supportant un obélisque au devant duquel se trouve un groupe sculpté, représentant un soldat mourant. La face principale de l'obélisque porte une inscription gravée autour d'une palme : "AUX ENFANTS DE LALANDE MORTS POUR LA PATRIE 1914 1918". Il orné d'une croix de guerre et d'un casque Adrian. Sur les autres côtés sont inscrits les noms des morts. Au sommet, un coq gaulois foule un casque allemand[7].

- fontaine.
La fontaine est aménagée en 2002, dans le cadre d'une opération d'urbanisme menée par la ville de Toulouse, visant à conforter les noyaux villageois de l'ancienne campagne toulousaine. Elle est produite par l'entreprise Urbaco. Elle se compose d'un bassin octogonal en pierre, au centre duquel s'élève un édicule où trois mufles de lion en bronze déversent l'eau[8].